# Gregg L. Semenza
Gregg L. Semenza, född 12 juli 1956 i Flushing i Queens i New York, är en amerikansk läkare. Han tilldelades Nobelpriset i fysiologi eller medicin 2019 tillsammans med William G. Kaelin Jr. och Peter J. Ratcliffe för "deras upptäckter av hur celler känner av och anpassar sig efter syretillgång".